# Josef Fleischer
Josef Fleischer (geboren 1. April 1922 in Wien; gestorben 2002 ebenda) war ein österreichischer Architekt. Er lebte und arbeitete im Wien der Nachkriegsjahre.

## Leben und Werk
Fleischer studierte ab 1940 Architektur an der Technischen Hochschule Wien (TH) und parallel dazu Malerei und Bühnenbild an der Akademie der bildenden Künste Wien, musste das Studium jedoch kriegsbedingt unterbrechen. 1948 konnte er sein Architekturstudium abschließen und war danach als Assistent an der TH Wien verpflichtet. Jedoch bereits 1949 machte er sich als Architekt selbständig.
Er war ein Universalist und widmete sich sowohl dem kommunalen Wohnbau und Spitälern, als auch Einfamilienhäusern und Villen. Für große Projekte arbeitete er oftmals mit mehreren Kollegen zusammen. Sein bekanntestes Bauwerk ist das Hotel Modul im 19. Wiener Gemeindebezirk mit angeschlossener Hotelfachschule. Fleischer nutzte das für Wiener Verhältnisse ungewöhnliche Wabenprinzip. Der Bau „wirkt im Döblinger Cottageviertel wie eine gelandete Raumstation, überschreitet aber die Bauhöhe seiner Umgebung nicht empfindlich“. Grundlage der architektonischen Struktur ist ein immer sichtbar bleibendes Oktogon. Der Stahlbetonskelettbau, konstruiert aus Glasbetonfertigteilen, ermöglichte große Spannweiten und hohe Flexibilität in der Gestaltung der Innenräume. Das Modul war bei diesem Bauwerk tatsächlich namensgebend und es verfügt über eine vorgehängte Fassade aus eloxiertem Aluminiumblech, einem damals modern wirkenden Material. Trotz seines avantgardistischen Ansatzes fügt sich der Bau dennoch in das Cottage, eine vornehme Villengegend, ein.
Er war vom 25. November 1968 bis zu seinem Austritt am 6. November 1986 Mitglied des Künstlerhauses Wien. Seine Tochter Eva Fleischer wurde ebenfalls Architektin. Sie führte ein Atelier in Perchtoldsdorf und starb 2018.

## Bauten in Wien

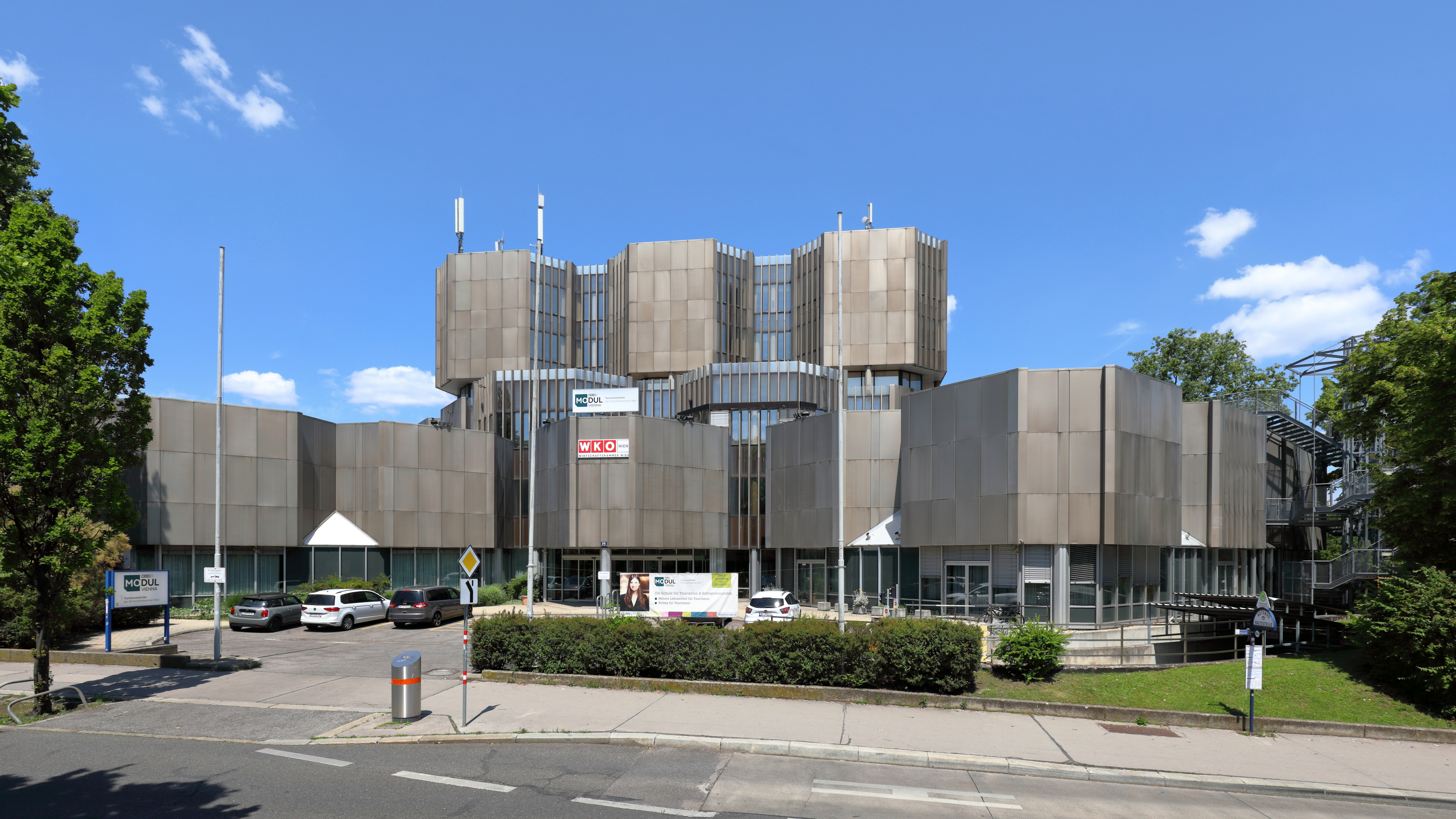
Hotel Modul, eine Tourismusschule mit Hotelbetrieb in Döbling

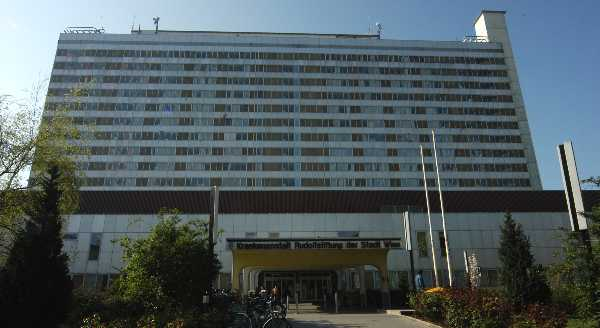
Rudolfstiftung

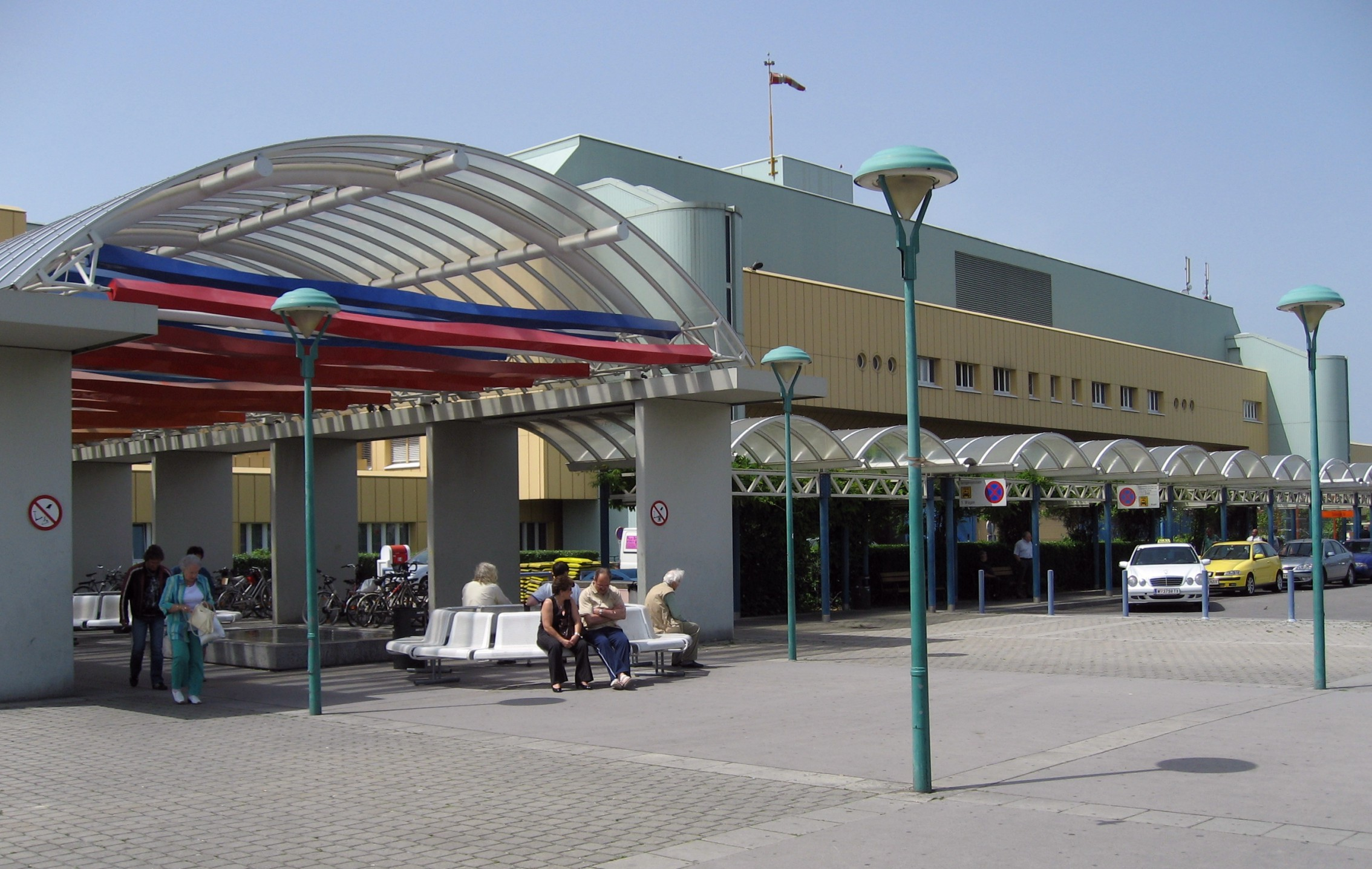
Donauspital

- 1951–52: Gemeindebau Donaufelder Straße 208–214 (mit Jakob Zachar)
- 1954–56: Gemeindebau Schüttaustraße 20–40 (mit Wolfgang Schwarzacher, Hans Muttoné, Gustav Hoppe, Erwin Böck, Walter Vasa, Johann (Hanns) Hack)
- 1961–65: Wohnhausanlage der Gemeinde Wien in der Altmannsdorfer Straße 164–182 (mit Karl Vodak sen., Elise Sundt, Erwin Weissenböck, Anton Wiltschnig, Kurt Schimak, Otto Ceska, Karl Musil, Robert Ulrich, Kurt Walder, Hans Reichmann)
- 1968–69: Sakristei in Sittendorf[5]
- 1968–71: Unfallchirurgie im Wilhelminenspital
- 1965–77: Rudolfstiftung (mit Ferdinand Riedl und Friedrich Binder)
- 1973–75: Hotelfachschule Modul
- 1978–98: Sozialmedizinisches Zentrum Ost – Donauspital (Arbeitsgemeinschaft der Architekten Ernst Schuster, Alexander Marchart, Roland Moebius, Josef Fleischer und Alfred Podgorschek)